# Fait accompli (sång)
Fait accompli är en sång skriven av Benny Andersson och Björn Ulvaeus. Med Tommy Körberg som sångare spelades den in av Benny Anderssons orkester 2007 på albumet BAO 3. Den spelades också in på engelska, under samma namn, 2009 på albumet Story of a Heart.
Den blev en stor framgång på Svensktoppen, där den låg i 19 veckor under perioden 2 december 2007-13 april 2008 innan den lämnade listan.

### Fotnoter
1. ↑  ”BAO 3”. Svensk mediedatabas. 15 augusti 2007. http://smdb.kb.se/catalog/id/002634608. Läst 28 juli 2014.
2. ↑  ”Story of a Heart”. Svensk mediedatabas. 15 augusti 2009. Arkiverad från originalet den 28 juli 2014. https://web.archive.org/web/20140728172550/http://smdb.kb.se/catalog/id/002601177. Läst 28 juli 2014.
3. ↑  ”Söndag 2 december 2007”. Sveriges Radio. 2 december 2007. http://sverigesradio.se/sida/topplista.aspx?programid=2023&date=2007-12-02. Läst 28 juli 2014.
4. ↑  ”Söndag 13 april 2008”. Sveriges Radio. 13 april 2008. http://sverigesradio.se/sida/topplista.aspx?programid=2023&date=2008-04-13. Läst 28 juli 2014.
5. ↑  ”Söndag 20 april 2008”. Sveriges Radio. 20 april 2008. http://sverigesradio.se/sida/topplista.aspx?programid=2023&date=2008-04-20. Läst 28 juli 2014.